# Lyciasalamandra flavimembris
Lyciasalamandra flavimembris é uma espécie de anfíbio caudado pertencente à família Salamandridae. Endêmica da Turquia.